# Юліус Діндер
Юліус Діндер, Julius Dinder (9 березня 1830 — 30 травня 1890) — польський католицький діяч, примас Польщі в 1886—1890 роках.
Був першим з часів середньовіччя німцем, призначеним на посаду познансько-ґнєзненського архієпископа РКЦ. В планах Бісмарка, Діндер повинен був стати його соратником в германізації Польщі. Втім позиція Юліуса була неоднозначною. З одного боку, представив двох німецьких священиків у 1887 році, що не заперечує проти усунення з релігії польської мови, проте на місця вікаріїв у Познані та Ґнєзні поставив поляків Едварда Ліковського і Яна Коритковського. Він спробував зняти репресій періоду Культуркампфу та повернути майно обох дієцезій.